# Pholcus deokjeok
Espèce
Pholcus deokjeok est une espèce d'araignées aranéomorphes de la famille des Pholcidae.

## Distribution
Cette espèce est endémique de la province d'Incheon en Corée du Sud,. Elle se rencontre dans le district d'Ongjin sur Deokjeokdo.

## Description
Le mâle holotype mesure 5,56 mm et la femelle paratype 4,92 mm.

## Systématique et taxinomie
Cette espèce a été décrite par Jang, Yoo, Kim et Bae en 2025.

## Étymologie
Son nom d'espèce lui a été donné en référence au lieu de sa découverte, Deokjeokdo.

## Publication originale
- Jang, Yoo, Kim & Bae, 2025 : « Rocky area inhabiting daddy long-legs spiders, Pholcus Walckenaer, 1805 (Araneae: Pholcidae) in mountainous mixed forests from South Korea. » Biodiversity and conservation of forests, MDPI, Basel, Beijing, Wuhan, Barcelona, Belgrade, Novi Sad, Cluj, Manchester, p. 346-354.